# RaiSat Art
RaiSat Art è stato un canale satellitare tematico della Rai prodotto da RaiSat, visibile in esclusiva sul bouquet pay-TV di D+/TELE+ DIGITALE.
È stato lo sviluppo del vecchio canale Rai Sat 1 e trasmetteva documentari autoprodotti sull'arte e sulle biografie di importanti personalità.